# Ben Stiller
Benjamin Edward Meara Stiller (New York, 1965. november 30. –)  amerikai filmszínész, Primetime Emmy-díjas forgatókönyvíró, filmrendező és producer.
A komikus házaspár Jerry Stiller és Anne Meara gyermeke, egyike a "Frat Pack" néven ismert, az 1990-es évek közepe óta vígjátékokat készítő csoport tagjainak. Filmjeivel több mint 2,6 milliárd dollárt keresett Észak-Amerikában, filmenként átlagosan 79 millió dollárt. Karrierje során számos díjban részesült, köztük Emmy-díjban, számos MTV Movie Awards-ban, Britannia Award-ban és Teen Choice Award-ban.
Színészi karrierje kezdetén főként áldokumentumfilmeket készített, és saját varietéműsora is készült The Ben Stiller Show címmel. Felbukkant olyan sorozatokban, mint a Jóbarátok, a Félig üres, Az ítélet: család, illetve a Futottak még…. Televíziós szerepei után kezdett mozifilmekben szerepelni, melyek közül többet ő is rendezett. Rendezőként a Nyakunkon az élet című filmmel debütált, és később A kábelbarát, a Zoolander, a trendkívüli, a Trópusi vihar és a Walter Mitty titkos élete is sikeres lett. Számos népszerű komédiában is szerepelt, mint például a Keresd a nőt, a Derült égből Polly, a Kidobós: Sok flúg disznót győz, a Starsky és Hutch, és a Hogyan lopjunk felhőkarcolót?. Stiller filmes franchise-okkal is letette a névjegyét, mint az Apádra ütök és folytatásai, a Madagaszkár és az Éjszaka a múzeumban filmek. Szerepelt független filmekben is, mint a Gyagyás család és a Tenenbaum, a háziátok, valamint Noah Baumbach filmjeiben, mint a Greenberg, A 40 az új 20 vagy a The Meyerowitz Stories. Magyar hangja legtöbbször Kálloy Molnár Péter.
A 2010-es évek közepétől Stiller leginkább televíziós sorozatok showrunnereként tevékenykedik. 2018-ban ő rendezte a Showtime Szökés Dannemorából című sorozatát, amelyért számos díjat nyert. 2022-ben hasonló sikerrel készítette el az Apple TV+ számára a Különválás sci-fi sorozatot.

## Fiatalkora
Benjamin Edward Meara Stiller 1965. november 30-án született New York City-ben, az Upper West Side-on. Apja a színész-komikus Jerry Stiller, aki Galíciából emigrált zsidó család leszármazottja; anyja a szintén színész-komikus Anne Meara, aki ír katolikus családból származik, de házassága után megtért reformzsidónak. Családjuk nem volt nagyon vallásos, ugyanúgy megtartották a karácsonyt, mint a hanukát, és Stillernek volt bar micvója is.
Szülei gyakran elvitték magukkal a fellépéseikre, többek között a The Mike Douglas Show-ba, amikor még csak hatéves volt. Egy nővére, Amy is a színészi pályát választotta, és ő is sokszor felbukkant Stiller filmjeiben. Gyerekkorában Super 8-filmeket készített nővérével és barátaival.
Kilenc évesen szerepelt először anyja rövid életű műsorában, a Kate McShane-ben. Az 1970-es évek végén a "NYC's First All Children's Theater" színésze lett, akikkel rendszeresen fellépett, többek között a Babszem Jankó főszerepét is ő alakította. A Second City Television című tévéműsort nézve fogalmazódott meg benne a gondolat, hogy ő is humoros jeleneteket szeretne írni. Középiskolás korában a Capital Punishment nevű poszt-punk együttes dobosa volt, amellyel 1982-ben egy albumot is elkészített ("Roadkill"), illetve 2018-ban egy középlemez erejéig újra összeálltak.
Stiller az episzkopális egyház által üzemeltetett The Cathedral School of St. John the Divine iskolába járt, és 1983-ban a Calhoun School-ban érettségizett. Ezután Jadin Wong fellépései előtt ő melegítette be a közönséget magánszámaival, ezzel egy időben beiratkozott a Kaliforniai Egyetem filmkészítés szakára. Ezt kilenc hónap után otthagyta, és visszaköltözött New York Citybe. Színiiskolába járt, majd meghallgatásokra, és próbált magának ügynököt szerezni.

## Színészi pályája

### Korai évek
Tizenöt éves korában kapott egy egymondatos szerepet a "The Guiding Light" című szappanoperában, saját véleménye szerint rosszul játszott. 1986-ban a "The House of Blue Leaves"  című Broadway-produkcióban játszott John Mahoney mellett. Vele közösen kezdett el már készíteni egy áldokumentumfilmet, miután komikusi képességeit a stáb is észrevette és ellismerte. A tízperces "The Hustle of Money" Martin Scorsese "A pénz színe" című filmjét parodizálta - Tom Cruise karakterét ő, Mahoney pedig Paul Newmanét alakította, és itt nem biliárdoztak, hanem bowlingoztak. A kisfilm híre hamar eljutott a Saturday Night Live készítőiig, 1987-ben le is vetítették. A köztes időszakban Steven Spielberg "A Nap birodalma" című filmjében is játszott.
1989-ben írói és színészi állást kínált neki a Saturday Night Live, de nem sokáig volt a stáb tagja, ugyanis nem tetszett neki, hogy a műsor nem tervezett több kisfilmbemutatót. Ezután Elvis Stories címmel készített filmet az Elvis Presley-t még mindig élőnek látó emberek megnyilatkoztatásaival - a főbb szerepekben barátai, John Cusack, Jeremy Piven, Mike Myers, Andy Dick és Jeff Kahn voltak láthatóak. A film sikeres lett, ezért elkészíthetett egy újabbat, ezúttal az MTV-nek, Going Back To Brooklyn címmel, melyben LL Cool J "Going Back To Cali" című videoklipjét figurázták ki.

### The Ben Stiller Show
A producereknek annyira megtetszett a kisfilm, hogy az MTV szerződést kínált Stillernek saját, 13 részből álló műsorra, a The Ben Stiller Show-ra. A műsorban humoros jelenetek váltogatták egymást videoklipekkel, valamint tévémúsorok, sztárok, filmek paródiáival. Stiller mellett Jeff Khan és Harry O'Reilly írták a jeleneteket, a színészek között pedig felbukkantak Stiller szülei és testvére is.
Habár a műsort egy évad után elkaszálták, 1992-ben a Fox Network-ön éledt újjá - itt 12 epizódot mutattak be, a tizenharmadik, addig le nem adott részt a Comedy Central mutatta be egy ismétléskor. Itt az írók közt már ott volt Judd Apatow, a színészek között pedig Janeane Garofalo, Andy Dick és Bob Odenkirk is, Denise Richards és Jeanne Tripplehorn pedig egy-egy részben statisztáltak. Habár kritikailag sikeres műsor volt, még Emmy-díjat is nyert, a nézettsége meglehetősen rossz volt.

### Debütálása rendezőként
A kilencvenes évek elején Stiller kisebb szerepeket kapott olyan filmekben, mint a Stella, az "Út a pokolba", vagy a "Hülyébbnél is hülyébb". 1992-ben felkérték, hogy rendezze meg a "Nyakunkon az élet" című filmet, Helen Childress forgatókönyvéből. Stiller a következő másfél évben szinte teljesen átírta a forgatókönyvet Childress-szel, majd pénzt gyűjtött a projektre és elkezdte válogatni a színészeket. Végül 1994-ben mutatták be, amelyben szerepet is játszott. A film producere Danny DeVito volt, aki később megrendezte Stiller "Jószomszédi iszony" című filmjét, és a "Derült égből Polly" producere is lett. A film üzletileg sikeres volt, de vegyes kritikai fogadtatásra lelt.
1995-ben a "Nehézfiúk" című filmben két szerepet is eljátszott, ráadásul a szüleivel együtt. Ezután a "Happy, a flúgos golfos" című filmben kapott egy apró, a stáblistán fel sem tüntetett szerepet. Ezután főszerepet kapott az "Ugrásra készen" és a "Gyagyás család" című filmekben, majd megrendezte "A kábelbarát"-ot (amelyben ő maga is megjelenik). Ez vegyes fogadtatásra lelt, azonban felállított egy rekordot is, 20 millió dolláros gázsijával Jim Carrey lett a legjobban fizetett színész. Ennek a filmnek a forgatása során barátkozott össze Jack Blackkel és Owen Wilsonnal.
Ugyancsak 1996-ban az MTV meghívta, hogy legyen a VH1 Fashion Awards műsorvezetője. A Saturday Night Live egyik írójával, Drake Satherrel összehozott egy humoros rövidfilmet a rendezvénnyel, melyben Derek Zoolandert, az ostoba és narcisztikus divatmodellt alakította. A szkeccs annyira népszerű lett, hogy 1997-ben egy újabbat kellett készítenie, majd később egész estés filmbe is bekerült a karakter.

### Komikus színészként
1998-ban főszerepet kapott a Farelly-testvérek "Keresd a nőt" című romantikus vígjátékában Cameron Diaz oldalán. A film váratlanul nagy siker lett, és ez meghozta számára a szélesebb ismertséget. Szerepelt még pár drámában ("A magány-nyomozó", "Egy erkölcstelen mese", "A nap árnyékos oldalán"), majd az MTV Video Music Awards műsorvezetője lett, ahol kiparodizálta a Backstreet Boys-t, és készített egy rövidfilmet is erre az alkalomra az apjával közösen.
1999-ben három filmben is látható volt, közülük is a "Mystery Men"-ben a Dühös nevű szuperhős-aspiránst alakította. "Heat Vision and Jack" címmel készített egy pilot-epizódot Jack Black főszereplésével a FOX számára, de a sorozatot nem rendelték be. 2000-ben Robert De Niro oldalán szerepelt az "Apádra ütök"-ben, amely hatalmas siker lett, és még két folytatást élt meg. Ugyanebben az évben ismét az MTV-n jelentkezett rövidfilmmel, ezúttal a "Mission Impossible"-t parodizáló "Mission: Impropable"-t készítette el.
2001-ben mutatták be a korábbi rövidfilmjei alapján készített "Zoolander, a trendkívüli"-t, amelyben rengeteg színész és híresség bukkant fel cameo-szerepben. A filmet a cselekménye miatt betiltották Malajziában, ráadásul mivel éppen a 2001. szeptember 11-i terrortámadások után mutatták be, ezért el kellett távolítani a World Trade Centert ábrázoló képsorait. A filmben Owen Wilson volt a partnere, akivel ezután megcsinálta a "Tenenbaum, a háziátok"-ot. A következő évben a kritikailag bukott "Jószomszédi iszony"-ban játszott, illetve felbukkant a "Férjek gyöngye" egyik epizódjában.
2004-ben hat különböző filmjét is bemutatták: "Starsky és Hutch", "Irigy kutya", "Kidobós: Sok flúg disznót győz", "A híres Ron Burgundy legendája", "Derült égből Polly", és a "Vejedre ütök". Az "Irigy kutya" üzletileg bukás volt, a többi film viszont rendkívül sikeres. Emellett vendégszerepelt a "Félig üres" és "Az ítélet: család" című sorozatokban. 2005-ben a "Madagaszkár" című animációs filmmel a szinkronizálás világában is bemutatkozott - a film sikere miatt több epizód is készült még. Ugyanez volt a helyzet a 2006-os "Éjszaka a múzeumban" című filmmel is. Ebben az évben cameo-szerepben bukkant fel a "Balek-suli" és a "Tenacious D, avagy a kerek rockerek" című filmekben, utóbbinak vezető producere is volt. 2007-ben Malin Åkerman oldalán játszott a pocsék kritikákat kapott "Agyő, Nagy Ő!" című filmben. 2008-ban ő volt az írója, rendezője, producere és egyik főszereplője a kultklasszikus "Trópusi vihar"-nak.
2010-ben az "I'm Still Here" című áldokumentumfilmben szerepelt, valamint a "Greenberg"-ben. Ebben az évben az "Utódomra ütök"-ben alakított főszerepet. Eredetileg ő lett volna a "Megaagy" című film főszereplőjének szinkronhangja, de inkább csak egy kisebb szerepet vállalt, és maradt a film vezető producere. 2011-ben Eddie Murphy és Alan Alda oldalán játszott a "Hogyan lopjunk felhőkarcolót"-ban, 2013-ban pedig a "Walter Mitty titkos élete" rendezője, főszereplője és producere volt.
2018-ban és 2019-ben hat Saturday Night Live-epizódban is szerepelt, ahol Michael Cohan ügyvédet parodizálta.

## "Frat Pack"
Ez a megnevezése azoknak a hollywoodi férfi filmszínészek csoportjának, akik jellemzően az 1990-es évek vége óta hasonló komédiákban játszottak, gyakran együtt. A nemhivatalos megnevezés a "Brat Pack" csoport után került a köztudatba. Ben Stiller mellett Jack Black, Will Ferrell, Vince Vaughn, Owen Wilson, Luke Wilson, Steve Carell, és Paul Rudd ennek a tagjai. Stiller tekinthető a csoport vezetőjének, ugyanis az általa rendezett filmekben vagy amelyeknek ő a producere, közülük legalább egy rendszeresen szerepelni szokott, illetve a többiek filmjeiben valamilyen cameo-szerepbe be szokott kerülni. Owen Wilsonnal közösen 12 filmet jegyez, ő maga pedig a 35 Frat Pack-filmből pedig húszban szerepel valamilyen módon.

## Magánélete
Korai karrierje során számtalan színésznővel randevúzott, köztük volt Jeanne Tripplehorn, Calista Flockhart, és Amanda Peet. 2000 májusában vette el feleségül Christine Taylor színésznőt egy hawaii tengerparti esküvőn. Vele 1999-ben találkozott a "Heat Vision and Jack" pilot-epizódjának leforgatásakor. Számos filmben együtt szerepeltek ("Zoolander", "Kidobós", "Trópusi vihar"), illetve sorozatokban is ("Az ítélet: család"-ban, emellett a "Félig üres"-ben mindketten saját magukat játszották mint egy pár). Egészségügyi okokra hivatkozva mindketten vegetáriánusok lettek. 2017-ben a pár különvált, majd a COVID-járvány alatti bezártság újra összehozta őket. Jelenleg a new yorki Westchester Countyban és Manhattanben élnek. Egy fiuk, Quinn Stiller (2005) és egy lányuk, Ella Olivia Stiller (2002) született.
Stiller közismert filantróp. 2001-ben szerepelt a "Legyen Ön is milliomos"-ban, amelyben 32 ezer dollárt nyert a Project ALS nevű egészségügyi alapítványnak. Támogatja a "Declare Yourself"-et (a szavazati joggal élésre felhívó szervezet), az Elisabeth Glaser Gyerekkori AIDS Alapítványt, és a Starlight Starbright Gyermekalapítványt. 2018-ban az ENSZ menekültügyi főbiztossága jószolgálati nagykövetté nevezte ki.
Gyakran parodizálja Bonót, Tom Cruise-t, Bruce Springsteen-t és David Blaine-t. Robert Klein, George Carlin és Jimmie Walker voltak a példaképei. Nagy Star Trek-rajongó, William Shatner "leégetős műsorának" ő volt a műsorvezetője. A saját cégét, a Red Hour Productions-t is a Star Trek egyik epizódja után nevezte el.
Az orosz-ukrán háború során nyíltan kiállt Ukrajna mellett, Volodimir Zelenszkij elnököt a hősének nevezte, 2022 májusában pedig Kijevbe látogatott, majd Lvivbe, Irpinybe és Makarivba, hogy felhívja a figyelmet az itt élőkre és segítséget kérjen nekik. Mindezekért Oroszországból ki is tiltották őt.
Stiller a Demokrata Párt szavazója, John Kerry 2004-es választási kampányára adakozott is. Később így tett Barack Obama, John Edwards és Hillary Clinton kampányiban is.
2014 júniusában prosztatarákkal diagnosztizálták, miután szeptemberben megműtötték és eltávolították a prosztatáját, tünetmentes.

## Filmográfia

### Film

#### Rendező, író és producer
| Év   | Magyar cím                                           | Eredeti cím                                            | Feladatkör | Feladatkör | Feladatkör |
| Év   | Magyar cím                                           | Eredeti cím                                            | Rendező    | Író        | Producer   |
| ---- | ---------------------------------------------------- | ------------------------------------------------------ | ---------- | ---------- | ---------- |
| 1989 |                                                      | Elvis Stories (rövidfilm)                              | Igen       | Igen       | Nem        |
| 1994 | Nyakunkon az élet                                    | Reality Bites                                          | Igen       | Nem        | Nem        |
| 1996 | A kábelbarát                                         | The Cable Guy                                          | Igen       | Nem        | Nem        |
| 2001 | Zoolander, a trendkívüli                             | Zoolander                                              | Igen       | Igen       | Igen       |
| 2003 |                                                      | Crooked Lines                                          | Nem        | Nem        | Vezető     |
| 2003 | Jószomszédi iszony                                   | Duplex                                                 | Nem        | Nem        | Igen       |
| 2004 | Starsky és Hutch                                     | Starsky & Hutch                                        | Nem        | Nem        | Vezető     |
| 2004 | Kidobós: Sok flúg disznót győz                       | DodgeBall: A True Underdog Story                       | Nem        | Nem        | Igen       |
| 2006 | Tenacious D, avagy a kerek rockerek                  | Tenacious D in The Pick of Destiny                     | Nem        | Nem        | Vezető     |
| 2007 | Jégi dicsőségünk                                     | Blades of Glory                                        | Nem        | Nem        | Igen       |
| 2008 | A romok                                              | The Ruins                                              | Nem        | Nem        | Vezető     |
| 2008 | Trópusi vihar                                        | Tropic Thunder                                         | Igen       | Igen       | Igen       |
| 2009 |                                                      | The Boys: The Sherman Brothers' Story (dokumentumfilm) | Nem        | Nem        | Vezető     |
| 2010 |                                                      | Submarine                                              | Nem        | Nem        | Vezető     |
| 2010 | Megaagy                                              | Megamind                                               | Nem        | Nem        | Vezető     |
| 2011 | 30 perc vagy annyi se                                | 30 Minutes or Less                                     | Nem        | Nem        | Igen       |
| 2011 | Vad évad                                             | The Big Year                                           | Nem        | Nem        | Vezető     |
| 2013 | Walter Mitty titkos élete                            | The Secret Life of Walter Mitty                        | Igen       | Nem        | Igen       |
| 2016 | Zoolander 2.                                         | Zoolander 2                                            | Igen       | Igen       | Igen       |
| 2016 | Miért pont Ő?                                        | Why Him                                                | Nem        | Nem        | Igen       |
| 2018 |                                                      | Alex Strangelove                                       | Nem        | Nem        | Igen       |
| 2018 |                                                      | The Package                                            | Nem        | Nem        | Igen       |
| 2019 | Plusz egy fő                                         | Plus One                                               | Nem        | Nem        | Vezető     |
| 2020 | Amerikai vacsora                                     | Dinner in America                                      | Nem        | Nem        | Igen       |
| 2020 | Jó utat a tudatmódosítók világában! (dokumentumfilm) | Have a Good Trip: Adventures in Psychedelics           | Nem        | Nem        | Igen       |
| 2020 | Gyertek át                                           | Friendsgiving                                          | Nem        | Nem        | Igen       |

#### Színész
| Év   | Magyar cím                                           | Eredeti cím                                            | Szerep                                   | Magyar hang         | Rendező             |
| ---- | ---------------------------------------------------- | ------------------------------------------------------ | ---------------------------------------- | ------------------- | ------------------- |
| 1987 | Mr. Elszánt, a balfék                                | Hot Pursuit                                            | Chris Honeywell                          | Fesztbaum Béla      | Steven Lisberger    |
| 1987 | A nap birodalma                                      | Empire of the Sun                                      | Dainty                                   | Dörner György       | Steven Spielberg    |
| 1987 |                                                      | Shoeshine (rövidfilm)                                  | befektetési bankár                       |                     | Tom Abrams          |
| 1988 | Vad szenvedélyek                                     | Fresh Horses                                           | Tipton                                   | Bor Zoltán          | David Anspaugh      |
| 1989 |                                                      | That's Adequate                                        | Chip Lane                                |                     | Harry Hurwitz       |
| 1989 | A vér szava                                          | Next of Kin                                            | Lawrence Isabella                        | Lux Ádám            | John Irvin          |
| 1989 | A vér szava                                          | Next of Kin                                            | Lawrence Isabella                        | Boros Zoltán        | John Irvin          |
| 1989 |                                                      | Elvis Stories (rövidfilm)                              | Bruce                                    |                     | Ben Stiller (1.)    |
| 1990 | Stella                                               | Stella                                                 | Jim Uptegrove                            |                     | John Erman          |
| 1991 | Út a pokolba                                         | Highway to Hell                                        | Pluto szakácsa                           | Kerekes József      | Ate de Jong         |
| 1991 | Út a pokolba                                         | Highway to Hell                                        | Attila hun király                        | F. Nagy Zoltán      | Ate de Jong         |
| 1992 | Hülyébbnél is hülyébb                                | The Nutt House                                         | pitedobó                                 |                     | Adam Rifkin         |
| 1992 | Hülyébbnél is hülyébb                                | The Nutt House                                         | pitedobó                                 | Scott Spiegel       |                     |
| 1994 | Nyakunkon az élet                                    | Reality Bites                                          | Michael Grates                           | Széles Tamás        | Ben Stiller (2.)    |
| 1995 | Nehézfiúk                                            | Heavyweights                                           | Tony Perkis                              | Lux Ádám            | Steven Brill (1.)   |
| 1995 | Nehézfiúk                                            | Heavyweights                                           | Tony Perkis papa                         | Juhász Jácint       | Steven Brill (1.)   |
| 1996 | Happy, a flúgos golfos                               | Happy Gilmore                                          | Hal L. (stáblistán nem szerepel)         | Barabás Kiss Zoltán | Dennis Dugan        |
| 1996 | Ugrásra készen                                       | If Lucy Fell                                           | Bwick Elias                              | Csonka András       | Eric Schaeffer      |
| 1996 | Gyagyás család                                       | Flirting with Disaster                                 | Mel Coplin                               | Lux Ádám            | David O. Russell    |
| 1996 | A kábelbarát                                         | The Cable Guy                                          | Sam Sweet / Stan Sweet                   | Dimulász Miklós     | Ben Stiller (3.)    |
| 1998 | A magány-nyomozó                                     | Zero Effect                                            | Steve Arlo                               | Lux Ádám            | Jake Kasdan (1.)    |
| 1998 | Keresd a nőt!                                        | There's Something About Mary                           | Ted Stroehmann                           | Kálloy Molnár Péter | Peter Farrelly (1.) |
| 1998 | Keresd a nőt!                                        | There's Something About Mary                           | Ted Stroehmann                           | Kálloy Molnár Péter | Bobby Farrelly (1.) |
| 1998 | Egy erkölcstelen mese                                | Your Friends & Neighbors                               | Jerry                                    | Kálloy Molnár Péter | Neil LaBute         |
| 1998 | A nap árnyékos oldalán                               | Permanent Midnight                                     | Jerry Stahl                              | Kálloy Molnár Péter | David Veloz         |
| 1999 | A bamba banda                                        | The Suburbans                                          | Jay Rose                                 |                     | Donal Lardner Ward  |
| 1999 | Mystery Men – Különleges hősök                       | Mystery Men                                            | Mr. Dühös / Roy                          | Széles László       | Kinka Usher         |
| 1999 | Fekete-fehér                                         | Black and White                                        | Mark Clear                               |                     | James Toback        |
| 2000 |                                                      | The Independent                                        | rendőr                                   |                     | Stephen Kessler     |
| 2000 | Ég velünk!                                           | Keeping the Faith                                      | Jake Schram rabbi                        | László Zsolt        | Edward Norton       |
| 2000 | Apádra ütök                                          | Meet the Parents                                       | Shagilan "Greg" Beckur                   | Lippai László       | Jay Roach (1.)      |
| 2001 | Zoolander, a trendkívüli                             | Zoolander                                              | Derek Zoolander                          | Széles Tamás        | Ben Stiller (4.)    |
| 2001 | Tenenbaum, a háziátok                                | The Royal Tenenbaums                                   | Chas Tenenbaum                           | Kálloy Molnár Péter | Wes Anderson        |
| 2002 | Narancsvidék                                         | Orange County                                          | tűzoltó (stáblistán nem szerepel)        | Kapácsy Miklós      | Jake Kasdan (2.)    |
| 2002 | Fuss, Ronnie, fuss!                                  | Run Ronnie Run                                         | önmaga                                   |                     | Troy Miller         |
| 2003 | Jószomszédi iszony                                   | Duplex                                                 | Alex Rose                                | Kálloy Molnár Péter | Danny DeVito        |
| 2003 | Senki nem tud semmit                                 | Nobody Knows Anything!                                 | barackszakértő (stáblistán nem szerepel) |                     | William Tannen      |
| 2003 | Pauly Shore halott                                   | Pauly Shore Is Dead                                    | önmaga                                   | Kárpáti Levente     | Pauly Shore         |
| 2004 | Derült égből Polly                                   | Along Came Polly                                       | Reuben Feffer                            | Kálloy Molnár Péter | John Hamburg        |
| 2004 | Starsky és Hutch                                     | Starsky & Hutch                                        | David Starsky                            | Kálloy Molnár Péter | Todd Phillips (1.)  |
| 2004 | Irigy kutya                                          | Envy                                                   | Tim Dingman                              | Lippai László       | Barry Levinson      |
| 2004 | Kidobós: Sok flúg disznót győz                       | DodgeBall: A True Underdog Story                       | White Goodman                            | Kálloy Molnár Péter | Ben Stiller (5.)    |
| 2004 | A híres Ron Burgundy legendája                       | Anchorman: The Legend of Ron Burgundy                  | Arturo Mendes                            | Galbenisz Tomasz    | Adam McKay          |
| 2004 | Vejedre ütök                                         | Meet the Fockers                                       | Shagilan "Greg" Beckur                   | Lippai László       | Jay Roach (2.)      |
| 2005 | Madagaszkár                                          | Madagascar                                             | Alex (hangja)                            | Zámbori Soma        | Eric Darnell (1.)   |
| 2005 | Madagaszkár                                          | Madagascar                                             | Alex (hangja)                            | Zámbori Soma        | Tom McGrath (1.)    |
| 2006 |                                                      | Danny Roane: First Time Director                       | önmaga (cameo)                           |                     | Andy Dick           |
| 2006 | Balek-suli                                           | School for Scoundrels                                  | Lonnie                                   | Kálloy Molnár Péter | Todd Phillips (2.)  |
| 2006 | Tenacious D, avagy a kerek rockerek                  | Tenacious D in The Pick of Destiny                     | hangszerbolti eladó (cameoszerep)        | Lippai László       | Liam Lynch          |
| 2006 | Éjszaka a múzeumban                                  | Night at the Museum                                    | Lawrence "Larry" Daley                   | Kálloy Molnár Péter | Shawn Levy (1.)     |
| 2006 |                                                      | Awesome; I Fuckin' Shot That! (koncertfilm)            | önmaga                                   |                     | Adam Yauch          |
| 2007 | Agyő, nagy ő!                                        | The Heartbreak Kid                                     | Edward "Eddie" Cantrow                   | Kálloy Molnár Péter | Peter Farrelly (2.) |
| 2007 | Agyő, nagy ő!                                        | The Heartbreak Kid                                     | Edward "Eddie" Cantrow                   | Kálloy Molnár Péter | Bobby Farrelly (2.) |
| 2008 | Trópusi vihar                                        | Tropic Thunder                                         | Tugg Speedman                            | Anger Zsolt         | Ben Stiller (6.)    |
| 2008 | Madagaszkár 2.                                       | Madagascar: Escape 2 Africa                            | Alex (hangja)                            | Zámbori Soma        | Eric Darnell (2.)   |
| 2008 | Madagaszkár 2.                                       | Madagascar: Escape 2 Africa                            | Alex (hangja)                            | Zámbori Soma        | Tom McGrath (2.)    |
| 2009 |                                                      | The Boys: The Sherman Brothers' Story (dokumentumfilm) | önmaga                                   |                     | Gregory V. Sherman  |
| 2009 | Jeffrey C. Sherman                                   | The Boys: The Sherman Brothers' Story (dokumentumfilm) | önmaga                                   |                     |                     |
| 2009 | Éjszaka a múzeumban 2.                               | Night at the Museum: Battle of the Smithsonian         | Lawrence "Larry" Daley                   | Kálloy Molnár Péter | Shawn Levy (2.)     |
| 2009 | A musicalsztár                                       | The Marc Pease Experience                              | Jon Gribble                              | Kálloy Molnár Péter | Todd Louiso         |
| 2010 | Greenberg                                            | Greenberg                                              | Roger Greenberg                          | Kálloy Molnár Péter | Noah Baumbach (1.)  |
| 2010 |                                                      | Submarine                                              | szappanopera sztár (cameoszerep)         |                     | Richard Ayoade      |
| 2010 | Megaagy                                              | Megamind                                               | Bernard (hangja)                         | Láng Balázs         | Tom McGrath (3.)    |
| 2010 | Utódomra ütök                                        | Little Fockers                                         | Shagilan "Greg" Beckur                   | Lippai László       | Paul Weitz          |
| 2011 | Hogyan lopjunk felhőkarcolót?                        | Tower Heist                                            | Josh Kovaks                              | Kálloy Molnár Péter | Brett Ratner        |
| 2012 | Madagaszkár 3.                                       | Madagascar 3: Europe's Most Wanted                     | Alex (hangja)                            | Zámbori Soma        | Eric Darnell (3.)   |
| 2012 | Madagaszkár 3.                                       | Madagascar 3: Europe's Most Wanted                     | Alex (hangja)                            | Zámbori Soma        | Conrad Vernon       |
| 2012 | Madagaszkár 3.                                       | Madagascar 3: Europe's Most Wanted                     | Alex (hangja)                            | Zámbori Soma        | Tom McGrath (4.)    |
| 2012 | Kertvárosi kommandó                                  | The Watch                                              | Evan Trautwig                            | Kálloy Molnár Péter | Akiva Schaffer      |
| 2013 |                                                      | He's Way More Famous Than You                          | önmaga                                   |                     | Michael Urie        |
| 2013 | Walter Mitty titkos élete                            | The Secret Life of Walter Mitty                        | Walter Mitty                             | Kálloy Molnár Péter | Ben Stiller (7.)    |
| 2014 | A 40 az új 20                                        | While We're Young                                      | Josh Schrebnick                          | Kálloy Molnár Péter | Noah Baumbach (2.)  |
| 2014 | Éjszaka a múzeumban – A fáraó titka                  | Night at the Museum: Secret of the Tomb                | Lawrence "Larry" Daley                   | Kálloy Molnár Péter | Shawn Levy (3.)     |
| 2014 | Éjszaka a múzeumban – A fáraó titka                  | Night at the Museum: Secret of the Tomb                | Laaa                                     | Kálloy Molnár Péter | Shawn Levy (3.)     |
| 2016 | Zoolander 2.                                         | Zoolander 2                                            | Derek Zoolander                          | Kálloy Molnár Péter | Ben Stiller (8.)    |
| 2016 |                                                      | Don't Think Twice                                      | önmaga                                   |                     | Mike Birbiglia      |
| 2017 | Brad helyzete                                        | Brad's Status                                          | Brad Sloan                               | Lux Ádám            | Mike White          |
| 2017 | Brad helyzete                                        | Brad's Status                                          | Brad Sloan                               | Kálloy Molnár Péter | Mike White          |
| 2017 | A Meyerowitz-történetek                              | The Meyerowitz Stories                                 | Matthew Meyerowitz                       |                     | Noah Baumbach (3.)  |
| 2020 | Jó utat a tudatmódosítók világában! (dokumentumfilm) | Have a Good Trip: Adventures in Psychedelics           | önmaga                                   |                     | Donick Cary         |
| 2020 | Hubie, a halloween hőse                              | Hubie Halloween                                        | Hal L.                                   | Lippai László       | Steven Brill (2.)   |
| 2021 | Karantén meló                                        | Locked Down                                            | Guy                                      | Kálloy Molnár Péter | Doug Liman          |
| 2022 | Spanok                                               | Bros                                                   | önmaga                                   |                     | Nicholas Stoller    |
| 2022 |                                                      | Bleecker                                               | Dr. Pots                                 |                     | Edith Hagigi        |
| 2024 | Diótörők                                             | Nutcrackers                                            | Mike Maxwell                             |                     | David Gordon Green  |
| 2024 | Kedves Télapó                                        | Dear Santa                                             | Sátán / Lucifer                          |                     | Bobby Farrelly (3.) |
| 2025 | Happy, a flúgos golfos 2.                            | Happy Gilmore 2                                        | Haloysius Lieberman                      | Csonka András       | Kyle Newacheck      |

### Televízió

#### Rendező, író és producer
| Év        | Magyar cím                     | Eredeti cím                        | Feladatkör | Feladatkör | Feladatkör | Megjegyzések |
| Év        | Magyar cím                     | Eredeti cím                        | Rendező    | Író        | Producer   | Megjegyzések |
| --------- | ------------------------------ | ---------------------------------- | ---------- | ---------- | ---------- | ------------ |
| 1987      | Saturday Night Live            | Saturday Night Live                | Nem        | Igen       | Nem        | 1 epizód     |
| 1989      |                                | Heat Vision and Jack               | Igen       | Nem        | Vezető     | próbaepizód  |
| 1990–1995 |                                | The Ben Stiller Show               | Igen       | Igen       | Igen       |              |
| 1998      | 1998-as MTV Video Music Awards | 1998 MTV Video Music Awards        | Nem        | Igen       | Nem        | különkiadás  |
| 2014–2016 |                                | The Meltdown with Jonah and Kumail | Nem        | Nem        | Vezető     | 22 epizód    |
| 2018      | Szökés Dannemorából            | Escape at Dannemora                | Igen       | Nem        | Vezető     |              |
| 2022–     | Különválás                     | Severance                          | Igen       | Nem        | Vezető     |              |

#### Színész
| Év        | Magyar cím                                             | Eredeti cím                                | Szerep                      | Megjegyzések                                        |
| --------- | ------------------------------------------------------ | ------------------------------------------ | --------------------------- | --------------------------------------------------- |
| 1986      |                                                        | Kate & Allie                               | Peter                       | 1 epizód                                            |
| 1987      | Miami Vice                                             | Miami Vice                                 | Fast Eddie Felcher          | - 1 epizód - magyar hangja: - Tóth Roland           |
| 1987      |                                                        | American Playhouse                         | Ronnie Shaughnessy          | 1 epizód                                            |
| 1989      | Saturday Night Live                                    | Saturday Night Live                        | több szerep                 | 4 epizód                                            |
| 1990      |                                                        | Working Tra$h                              | Freddy Novak                | tévéfilm                                            |
| 1990–1995 |                                                        | The Ben Stiller Show                       | önmaga                      | főszereplő                                          |
| 1993      | Frasier – A dumagép                                    | Frasier                                    | Barry                       | 1 epizód                                            |
| 1993      | Két buta kutya                                         | 2 Stupid Dogs                              | kereskedő (hangja)          | 1 epizód                                            |
| 1995      |                                                        | Duckman                                    | Harry Medfly (hangja)       | 1 epizód                                            |
| 1996      |                                                        | NewsRadio                                  | Vic                         | 1 epizód                                            |
| 1997      | Jóbarátok                                              | Friends                                    | Tommy                       | 1 epizód                                            |
| 1997      |                                                        | The Larry Sanders Show                     | önmaga                      | 1 epizód                                            |
| 1998      |                                                        | Space Ghost Coast to Coast                 | önmaga                      | 1 epizód                                            |
| 1998      | 1998-as MTV Video Music Awards                         | 1998 MTV Video Music Awards                | önmaga (házigazda)          | különkiadás                                         |
| 1998      |                                                        | Dr. Katz, Professional Therapist           | önmaga (hangja)             | 1 epizód                                            |
| 1998–2011 | Saturday Night Live                                    | Saturday Night Live                        | önmaga (házigazda)          | 2 epizód                                            |
| 1999      |                                                        | Heat Vision and Jack                       | Strip Club DJ               | próbaepizód                                         |
| 1999      | Különcök és stréberek                                  | Freaks and Geeks                           | Meara ügynök                | 1 epizód                                            |
| 2000      | Szezám utca                                            | Sesame Street                              | önmaga                      | 1 epizód                                            |
| 2001      |                                                        | Undeclared                                 | Rex                         | 1 epizód                                            |
| 2002      | A Simpson család                                       | The Simpsons                               | Garth Motherloving (hangja) | 1 epizód                                            |
| 2002      |                                                        | Prehistoric Planet                         | narrátor                    | 1. évad                                             |
| 2002      | Férjek gyöngye                                         | The King of Queens                         | Jerry Spooner               | 1 epizód                                            |
| 2002      | Robbie, a rénszarvas                                   | Hooves of Fire                             | Robbie (hangja)             | tévéfilm                                            |
| 2002      | Robbie, a rénszarvas 2. – Az elveszett törzs legendája | Legend of the Lost Tribe                   | Robbie (hangja)             | tévéfilm                                            |
| 2002–2003 |                                                        | Liberty's Kids                             | Thomas Jefferson (hangja)   | 2 epizód                                            |
| 2004      | Texas királyai                                         | King of the Hill                           | Rich (hangja)               | 1 epizód                                            |
| 2004      | Félig üres                                             | Curb Your Enthusiasm                       | önmaga                      | - 3 epizód - magyar hangja: - Kolovratnik Krisztián |
| 2004–2019 | Az ítélet: család                                      | Arrested Development                       | Tony Wonder                 | - 8 epizód - magyar hangja: - Szabó Máté            |
| 2005      | Futottak még…                                          | Extras                                     | önmaga                      | - 1 epizód - magyar hangja: - Lippai László         |
| 2007      | Family Guy                                             | Family Guy                                 | önmaga (hangja)             | 1 epizód                                            |
| 2007      |                                                        | Bob & Doug McKenzie's Two-Four Anniversary | önmaga                      | tévéfilm                                            |
| 2009      | MadagaszKarácsony                                      | Merry Madagascar                           | Alex (hangja)               | - különkiadás - magyar hangja: - Zámbori Soma       |
| 2010      | Phineas és Ferb                                        | Phineas and Ferb                           | Khaka Peu Peu (hangja)      | 1 epizód                                            |
| 2010      |                                                        | Tim and Eric Awesome Show, Great Job!      | önmaga                      | 1 epizód                                            |
| 2010      |                                                        | The Trip                                   | önmaga (cameo)              | 1 epizód                                            |
| 2011      |                                                        | Take Two with Phineas and Ferb             | önmaga                      | 1 epizód                                            |
| 2012      |                                                        | Eagleheart                                 | Silly Sammy                 | 1 epizód                                            |
| 2013      | Madagaszkár – Állati szerelem                          | Madly Madagascar                           | Alex (hangja)               | különkiadás                                         |
| 2013      |                                                        | The Birthday Boys                          | Roger / Mr. Turner          | 1 epizód                                            |
| 2014      | Bear Grylls: Sztárok a vadonban                        | Running Wild with Bear Grylls              | önmaga                      | - 1 epizód - magyar hangja: - Lux Ádám              |
| 2015      | A munka hősei                                          | Workaholics                                | Del Jacobson                | 1 epizód                                            |
| 2015      | Kúria                                                  | Another Period                             | Charles Ponzi               | - 1 epizód - magyar hangja: - Lippai László         |
| 2015      | Rémálomgyár                                            | Big Time in Hollywood, FL                  | Jimmy Staats                | - 1 epizód - magyar hangja: - Lippai László         |
| 2016      |                                                        | Zoolander: Super Model                     | Derek Zoolander (hangja)    | tévéfilm                                            |
| 2016      |                                                        | Maya & Marty                               | Dr. Reginald Stone          | 1 epizód                                            |
| 2016      |                                                        | Haters Back Off!                           | Bob Hamburg unokaöccse      | 1 epizód                                            |
| 2018–2019 | Saturday Night Live                                    | Saturday Night Live                        | Michael Cohen (cameo)       | 6 epizód                                            |
| 2020      | Sarah Cooper: Minden rendben                           | Sarah Cooper: Everything's Fine            | 8008s                       | különkiadás                                         |
| 2022      | Különválás                                             | Severance                                  | animált Kier Eagan (hangja) | 1 epizód (stáblistán nem szerepel)                  |
| 2023      |                                                        | Krapopolis                                 | Prométheusz (hangja)        | 1 epizód                                            |

## Fordítás
- Ez a szócikk részben vagy egészben  a   Ben Stiller című angol Wikipédia-szócikk fordításán alapul.  Az eredeti cikk szerkesztőit annak laptörténete sorolja fel. Ez a jelzés csupán a megfogalmazás eredetét és a szerzői jogokat jelzi, nem szolgál a cikkben szereplő információk forrásmegjelöléseként.
- Ez a szócikk részben vagy egészben  a   Ben Stiller filmography című angol Wikipédia-szócikk fordításán alapul.  Az eredeti cikk szerkesztőit annak laptörténete sorolja fel. Ez a jelzés csupán a megfogalmazás eredetét és a szerzői jogokat jelzi, nem szolgál a cikkben szereplő információk forrásmegjelöléseként.